# Ведомство справедливости и законов
Ве́домство справедли́вости и зако́нов (кор. 義禁府, 의금부, Ыйгымбу) — центральное государственное учреждение в корейских исторических государствах Корё и Чосон. Занималось расследованием преступлений и удержанием особо опасных преступников. Объединяло функции прокуратуры, суда и тюрьмы. Также занималось расследованием преступлений в столице Хансон.